# Muralha de Antonino

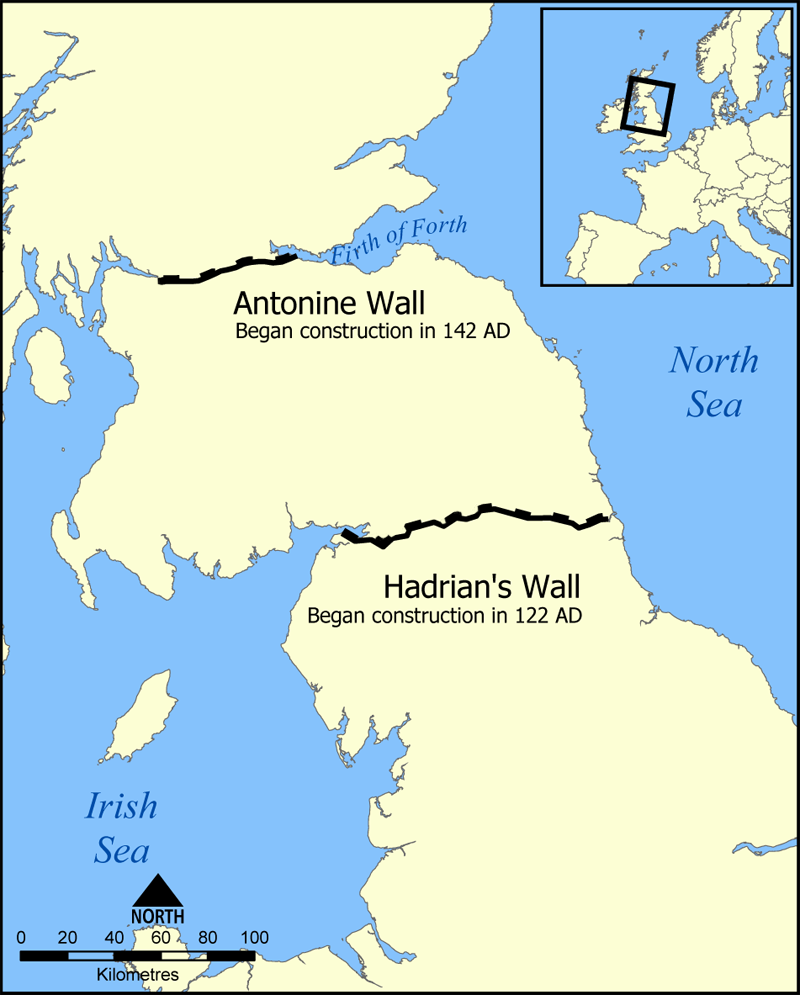
Localização na Grã-Bretanha do Muro de Adriano, ao sul, e do Muro de Antonino, mais ao norte.

A Muralha de Antonino é uma fortificação construída basicamente de turfa e pedra pelos romanos na área atualmente conhecida como "cinturão central" da Escócia, ou Central Belt. Foi assim denominada em homenagem ao imperador Antonino Pio (r. 138–161) que ordenou sua construção. É a segunda de duas fortificações romanas construídas na Grã-Bretanha, a primeira sendo a Muralha de Adriano, ambas conhecidas como parte das fronteiras do Império Romano e consideradas patrimônio mundial da UNESCO. A Muralha de Adriano é mais conhecida atualmente, por estar mais bem preservada.
Iniciada em 140 e concluída em 142, durante a campanha militar do governador Quinto Lólio Úrbico, a cerca de 160 quilômetros ao norte da Muralha de Adriano, estendia-se por 63 km desde o estuário do rio Forth, na costa oriental da ilha, no Mar do Norte, até ao estuário de Clyde, na costa ocidental, sobre o mar da Irlanda.
A pressão dos Caledônios pode ter levado o imperador Antonino Pio a enviar tropas do império mais ao norte. O muro era protegido por 16 fortes com uma série de pequenas estações entre eles; o movimento de tropas era facilitado por uma estrada que ligava todas os fortes, conhecida como o Caminho Militar. 
Os soldados que construíram o muro comemoraram a construção e suas lutas contra os caledônios em uma série de placas decorativas, conhecidas como distance slabs, vinte das quais ainda sobrevivem. Apesar deste início auspicioso, o muro foi abandonado depois de apenas 20 anos e as guarnições se mudaram de volta para a Muralha de Adriano. Em 208, o imperador Septímio Severo (r. 193–211) restabeleceu legiões na muralha e ordenou reparos, o que levou à muralha ser referida como o Muralha de Severo. No entanto, a ocupação terminou apenas alguns anos mais tarde, e a muralha nunca mais foi utilizada. A maior parte da muralha e suas fortificações foram destruídas ao longo do tempo, mas alguns restos ainda são visíveis. Muitos deles estão sob os cuidados do Scottish National Heritage e do Comitê do Patrimônio Mundial da UNESCO.

## Importância

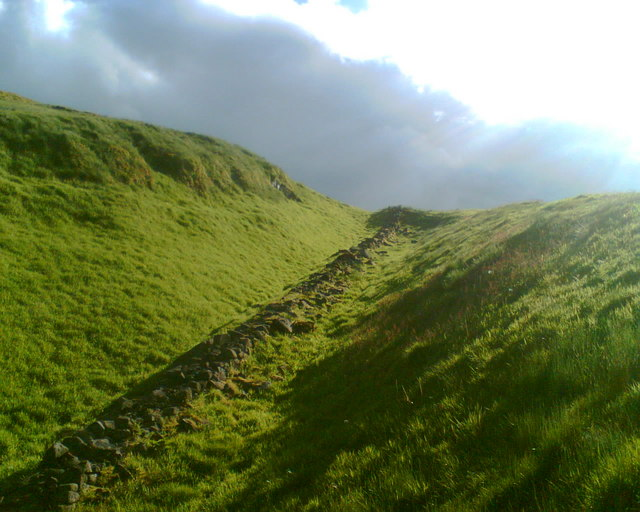
Valeta com restos da Muralha de Antonino, perto do Forte de Bar Hill.

Antonino Pio assumiu o Império Romano após a morte do imperador Adriano (r. 117–138). Porém, ocorreram desordens em algumas províncias romanas, como na Britânia, por exemplo. Sob suas ordens, os romanos invadiram novamente a Caledônia (nome romano para a região da Escócia), e, para se defenderem dos pictos e protegerem suas conquistas, construíram uma segunda fortificação em 143, conhecida como Muralha de Antonino, com 63 km de comprimento e se estendendo do estuário do rio Clyde, próximo hoje a Glasgow, até o estuário do rio Forth, próximo de Edimburgo, 160 km ao norte da fronteira criada pela Muralha de Adriano.
A muralha de Antonino sinaliza o período em que os romanos ocuparam a máxima extensão da Britânia. Essa fronteira foi construída com o objetivo de proteger a ilha romanizada das tribos célticas da Caledônia, consideradas bárbaras pelos romanos. Sua construção demorou dois anos, e mesmo com o objetivo de deter as tribos celtas, sua ocupação foi breve: a segunda muralha foi abandonada em 163, recuando as fronteiras para a Muralha de Adriano. Em 181 os povos do norte empurraram os romanos de volta para a Muralha de Adriano.
A muralha de Antonino, apesar de sua vida útil curta, foi a fronteira mais desenvolvida construída pelos romanos com o intuito de proteger e defender seu império. Apesar de o plano inicial da construção ser próximo ao da Muralha de Antonino, durante sua execução surgiram outras formas de realizá-la. A Muralha de Adriano e a Muralha de Antonino foram complementares, e o estudo das duas permite uma melhor compreensão das fronteiras romanas.
A muralha de Antonino é a mais complexa de todas as fronteiras romanas. Suas fortalezas estavam mais próximas do que em qualquer outra fronteira e variavam consideravelmente no tamanho e no planejamento para a defesa, ao contrário dos fortes sobre a Muralha de Adriano.

## Localização e Construção

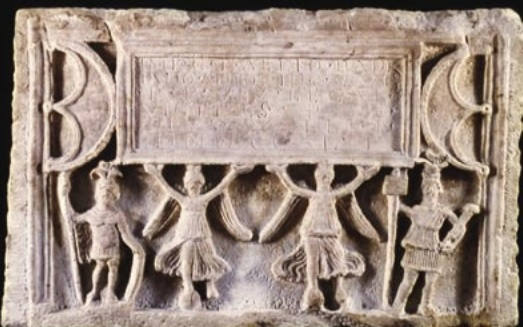
Distance Slab comemorando a vitória romana.

O imperador romano Antonino Pio ordenou a construção da Muralha de Antonino por volta de 142, após a vitória romana sobre
seus inimigos do norte, uma vitória celebrada em monumentos erigidos ao longo da fronteira. Estendia-se por 63 km (40 milhas romanas) em toda a faixa estreita da Escócia desde a cidade de Bo'ness, no rio Forth, até Old Kilpatrick, ao rio Clyde. Consistiu de uma muralha feita de turfa, talvez medindo 3 a 4m de altura, limitada por um grande vala. Foi ocupada por não mais do que uma geração e abandonada em 160
A muralha da Antonino, apesar da sua vida relativamente curta, era a fronteira mais desenvolvida construída pelos romanos para proteger e defender o seu império. Embora seu projeto inicial teria como base a Muralha de Adriano, sua construção foi ainda mais desenvolvida sob diversos aspectos: os fortes eram mais próximos que qualquer outra fronteira, variavam consideravelmente em tamanho, e, assim, no planejamento de defesa, diferiam dos fortes da Muralha de Adriano. Ao contrário da Muralha de Adriano, os fortes estavam ligados por uma estrada a partir do início. A Muralha de Antonino possuía outras características únicas nas expansões. A sobrevivência de muitas lajes de distância, distance slabs, fornece informações sobre como os soldados dividiram o trabalho da construção do Muralha. O conhecimento dos campos de trabalho, exclusivamente identificados na Muralha de Antonino, ajuda a completar os detalhes da divisão de trabalho durante a sua construção. No entanto, após o seu abandono, esses novos elementos não foram incorporadas nas alterações posteriores à Muralha de Adriano, ou ao limes na fronteira alemã.

## Abandono
Sua ocupação foi breve: a segunda muralha foi abandonada em 163, recuando as fronteiras para a Muralha de Adriano. Em 181 os povos do norte, os pictos, empurraram os romanos de volta para a Muralha de Adriano.
As forças romanas foram retiradas e recuaram para a Muralha de Adriano, por volta de 162 Após uma série de ataques no ano de 197, o imperador Septímio Severo chegou à Caledônia e em 208 ordenou o reparo nas paredes para garantir a fronteira, que, pouco depois foi abandonada de vez. Devido à reocupação, a muralha se tornou também conhecida como “Muralha de Severo”.

## Preservação

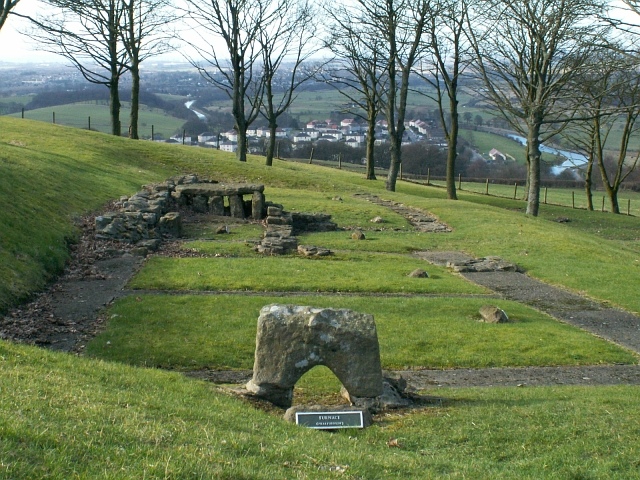
Ruínas do Forte de Bar Hill

A Muralha de Antonino é um monumento importante e visível na Escócia. Foi um testemunho do poder militar de um dos maiores impérios do mundo, o Império Romano. Atualmente é valorizado por sua comunidade local como um monumento histórico importante, uma poderosa ferramenta educacional e fonte de lazer e turismo.
A Muralha de Antonino dividiu a Caledônia, antiga Escócia, entre o sul, que fazia parte do Império Romano, e o norte, que nunca foi totalmente conquistado. Consequentemente, não representa apenas uma divisão ainda que relevante na Escócia atual, mas também uma herança européia com considerável potencial para promover a compreensão do que ocorreu entre as muralhas.
Ao longo de sua história, após o seu abandono pelas tropas romanas, a muralha rapidamente foi vítima de deterioração natural, começando com as muitas partes de madeira. As fortalezas construídas de alvenaria foram utilizados como fontes de pedra pelas populações locais, enquanto a muralha e sua vala foram minados e destruídos.
Na Idade Média, a maior parte do material de pedra dos fortes foi usado para construir casas de fazenda e outros edifícios, e a revolução agrícola afetou seriamente a turfa pelo contínuo plantio e colheitas. No século XIX, a intensificação da mineração de carvão deixou suas marcas no local. A atividade industrial aumentou consideravelmente a população da região, e mais assentamentos estenderam seu território para ou sobre a muralha, exceto quando a muralha percorreu bairros como Callendar House e Casa Bantaskine. A construção e a habitação continuaram a partir da década de 1960, ocupando a maior parte da área entre os fortes de Bearsden e Castlehill. Devido à crescente atividade em pedreiras, alguns restos da muralha foram danificados e um forte inteiro (Cadder) desapareceu como resultado de escavação.
A Muralha de Antonino foi mencionada primeiramente pelo Venerável Beda (c.730), mas não tem certeza se ele realmente a viu. A primeira representação do Muralha de Antonino foi elaborada no século XIII, no mapa de Matthew Paris da Grã-Bretanha.
Há referências à muralha em vários períodos históricos, e seu antigo nome de Grymisdyke e Grahamsdyke sobreviveu até o século XI. A primeira inscrição de Quinto Lólio Úrbico, governador da província sob Antonino Pio, na altura da construção da parede, foi encontrada em 1699, o que forneceu uma chave para a explicação da origem do aterro. As primeiras descrições detalhadas da Muralha aparecem no século XVIII, e em pesquisas arqueológicas no século XIX.

## Patrimônio Mundial

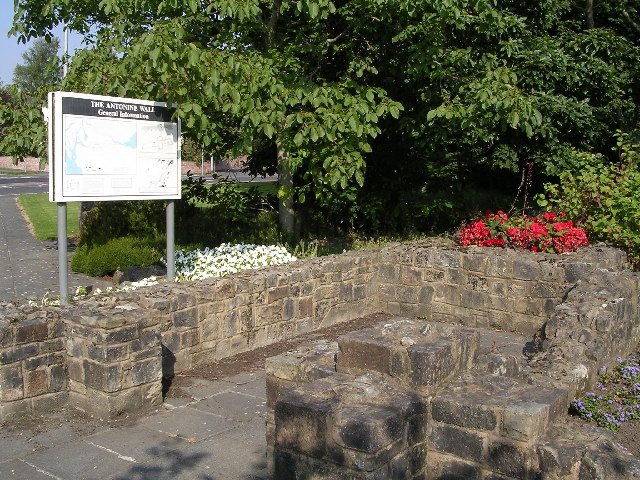
Área preservada e restaurada da muralha, Milngavie.

A Muralha de Antonino foi inscrita pelo Comitê da UNESCO do Patrimônio Mundial na sua reunião no Canadá em julho de 2008, como o mais novo local do Reino Unido considerado Patrimônio Mundial. Essa inscrição foi parte de um esforço internacional para reunir um conjunto de locais como Alemanha, Áustria, Eslováquia, Polônia e Hungria e também a Muralha de Antonino como uma extensão das transnacionais Fronteiras do Império Romano como Patrimônio Mundial.

## Turismo
Hoje, a Muralha de Antonino possui um terço de seu comprimento total visível. Mais de 16 km do comprimento de 60 km da Muralha de Antonino são de propriedade ou de tutela pública e abertos ao público. Estradas e caminhos antigos perpetuam a fronteira da muralha, e os seus nomes, como Grahamsdyke Road, reconhecem a história mítica do monumento, agora complementado por nomes como Roman Road e Tribunal de Antonino em um conjunto moderno de casas em desenvolvimento.
A maioria das inscrições da Muralha de Antonino ou estão no Hunterian Museum, da Universidade de Glasgow ou no Museu Real da Escócia, em Edimburgo. Outros artefatos estão em exposição no Museu Kinneil, Bo'ness, o Auld Kirk Museum, Kirkintilloch e Casa Callendar Museum, em Falkirk.